# Station-service Cereghini (Lecco)
 (août 2024).
Si vous disposez d'ouvrages ou d'articles de référence ou si vous connaissez des sites web de qualité traitant du thème abordé ici, merci de compléter l'article en donnant les références utiles à sa vérifiabilité et en les liant à la section « Notes et références ».
La Station Cereghini ou Station-service Cereghini ou encore Stazione di servizio Lungolario Piave a été conçue par l'architecte Mario Cereghini et Enrico Griffini en 1933, elle est située à Lecco.

## Description
Le bâtiment se distingue par ses formes rectangulaires, avec une façade en grande partie vitrée offrant une vue sur le lac et une couverture très large. La couverture a un débordement étendu vers la route et un débordement minimal vers le lac, d'où elle semble émerger. L'architecture avant-gardiste présente une terrasse praticable, accessible par un escalier en colimaçon typique du rationalisme, qui débouche sur une petite tour ressemblant au pont supérieur d'un navire. Cela est accentué par le mât et le drapeau ainsi que les garde-corps tubulaires qui sécurisent le petit belvédère. Les enduits colorés ont été choisis pour une visibilité à distance, tandis qu'une sortie arrière vers le lac avec une passerelle et un escalier pour le ravitaillement des yachts est également prévue. Mario Cereghini a également conçu un kiosque jumeau à Colico, qui est similaire mais plus petit.

## Histoire
Au début des années 1930, Tamoil a chargé l'architecte Mario Cereghini de concevoir une station-service en une position importante sur Lungolario Piave. Les travaux ont commencé en 1933 et le bâtiment a été inauguré la même année. Il se caractérisait par la majestueuse écriture « Littoria » au-dessus, ainsi que par le panneau avec le logo Agip. « Littoria » était l'essence Super vendue par la société italienne pendant vingt ans. En plus des stations de ravitaillement, la structure comprenait également une salle d'attente équipée d'un bar et une terrasse au premier étage. C'est l'une des représentations du Rationalisme sur le lac de Côme.
Au XXIe siècle, la station accueille toujours un bar en parallèle de sa fonction première.

## Architecture
La position particulière du bâtiment, avec sa structure développée sur deux niveaux et surmontée de fins auvents en porte-à-faux, est caractérisée par une planimétrie disposée le long d'un axe de symétrie. Il était prévu que le bâtiment soit éclairé par un lampadaire octogonal, faisant fortement référence à l'architecture navale.
Les lignes du bâtiment dénotent en général toute la structure, qui allie fonctionnalité pratique et message communicatif innovant, exprimant la dynamique typique du secteur automobile des années 1930.